# Maria D'Huygelaere
Maria D’Huygelaere (Oudenaarde, 12 september 1812 — ibid., 21 november 1887) was een Vlaamse dichteres.
Maria D'Huygelaere was een streekdichteres uit de Vlaamse Ardennen, die zich inzette voor de verspreiding van de Nederlandse taal in een toentertijd overwegend Franstalig België. Haar vader, de belastingontvanger Augustijn D’Huygelaere, had zelf een dichtbundel geschreven, De nationale poëzy getiteld. Zij was sedert 1843 corresponderend lid van de Brugse vereniging Toneel en letterkunde en stond in de gunst bij Hendrik Conscience, die haar een felicitatiebrief schreef. Ook de dichteres Maria Van Ackere uit Diksmuide complimenteerde haar.
Haar bundel Oudenaerdsche Meerschbloemen, met circa zestig gedichten, vormde destijds een bron van inspiratie voor andere jonge dichters. D’Huygelaeres werk bestond hoofdzakelijk uit natuurgedichten, maar ze schreef ook voor diverse gelegenheden. Op haar vierenvijftigste werd zij blind en diende voortaan haar gedichten te dicteren. In deze periode maakte ze naar verluidt haar geïnspireerdste gedichten, waaronder ‘Een wandeling in het veld’ en ‘Mijn vinkje’. Een aantal van haar werken werd op muziek gezet, zij het zonder al te veel succes. Het oorspronkelijk handgeschreven manuscript van Oudenaerdsche Meerschbloemen werd decennialang in de familie van haar afstammelingen bewaard.
Zij huwde met dirigent Arcadius Verwee, met wie zij een zoon en twee dochters kreeg.

## Werken
- 1873 Oudenaerdsche Meerschbloemen